# Möggers
Möggers est une commune autrichienne du district de Brégence dans le Vorarlberg.